# Vlag van Sprimont
De vlag van Sprimont is op onbekende datum bij raadsbesluit vastgesteld als de vlag van de Luikse gemeente Sprimont. De vlag kan als volgt worden beschreven:
Twee evenlange banen van rood en wit, met op het wit het gemeentewapenschild.
De kleuren van de vlag zijn afkomstig op het gemeentewapen, dat ook op de vlag is afgebeeld.